# Frederick Hart
Frederick Elliott Hart (3 de novembro de 1943, em Atlanta, Geórgia - 13 de agosto de 1999, em Baltimore, Maryland) foi um escultor norte-americano. O criador de centenas de monumentos públicos, comissões privadas, retratos e outras obras de arte, Hart é mais famoso por Ex Nihilo, uma parte de suas Creation Sculptures na Catedral Nacional de Washington, e The Three Servicemen (também conhecido como The Three Soldiers), no Memorial dos Veteranos do Vietnã em Washington, D.C.
Trabalhando dentro da tradição figurativa da escultura americana Beaux-Arts, a abordagem de Hart foi a de um artesão. Com pouca escolaridade formal, ele desenvolveu suas habilidades no trabalho, aprendendo técnicas antigas de mestres escultores.

## Galeria

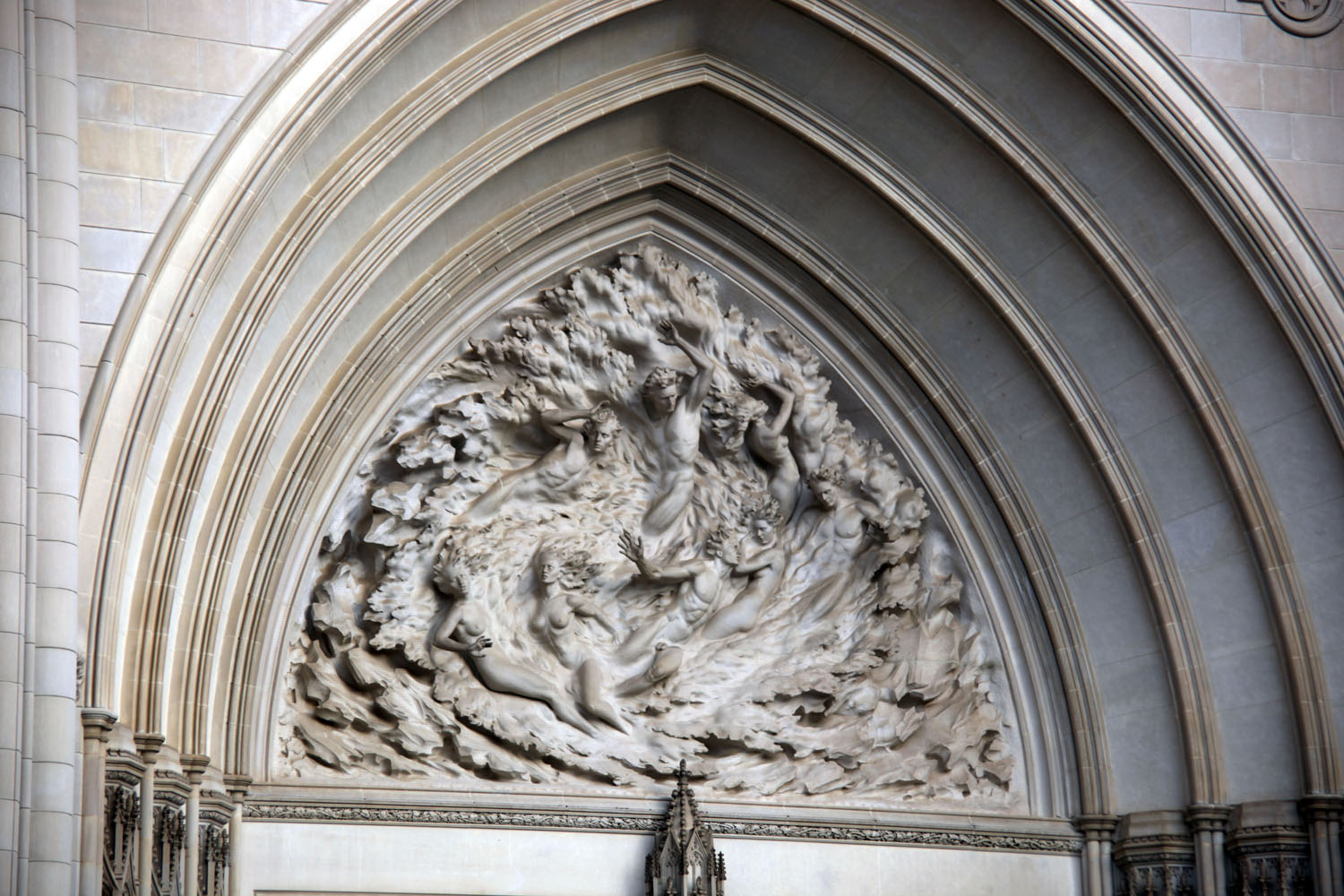
Ex Nihilo (Creation Sculptures) Washington, D.C.
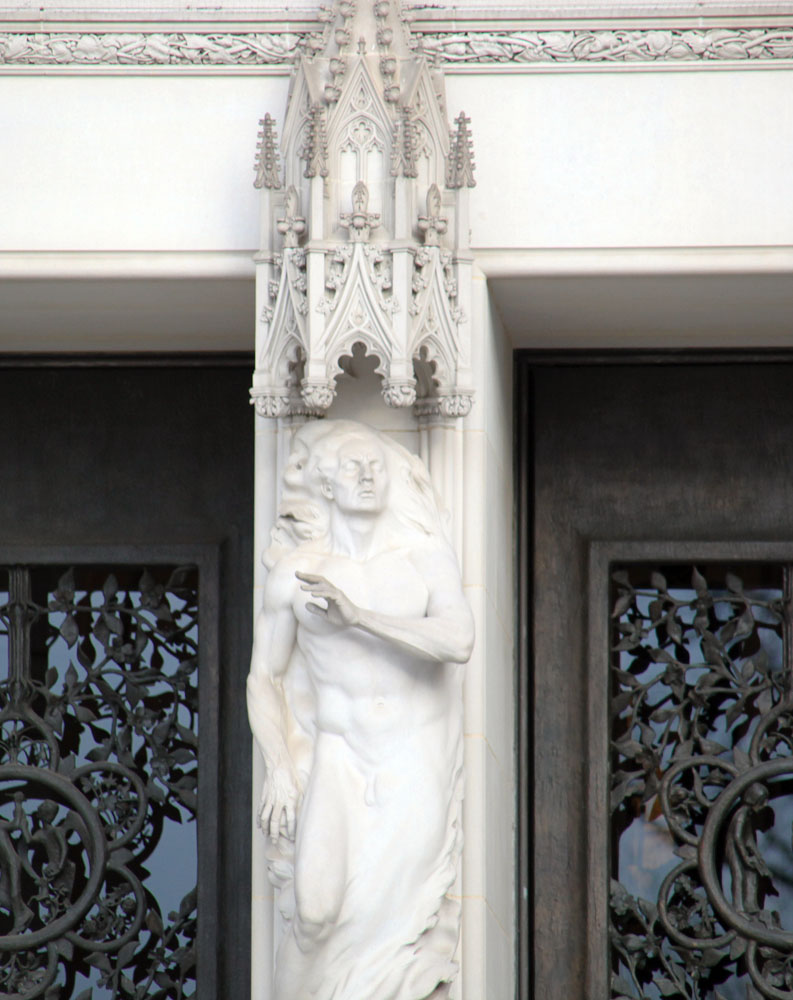
Adam (Creation Sculptures) Washington, D.C.
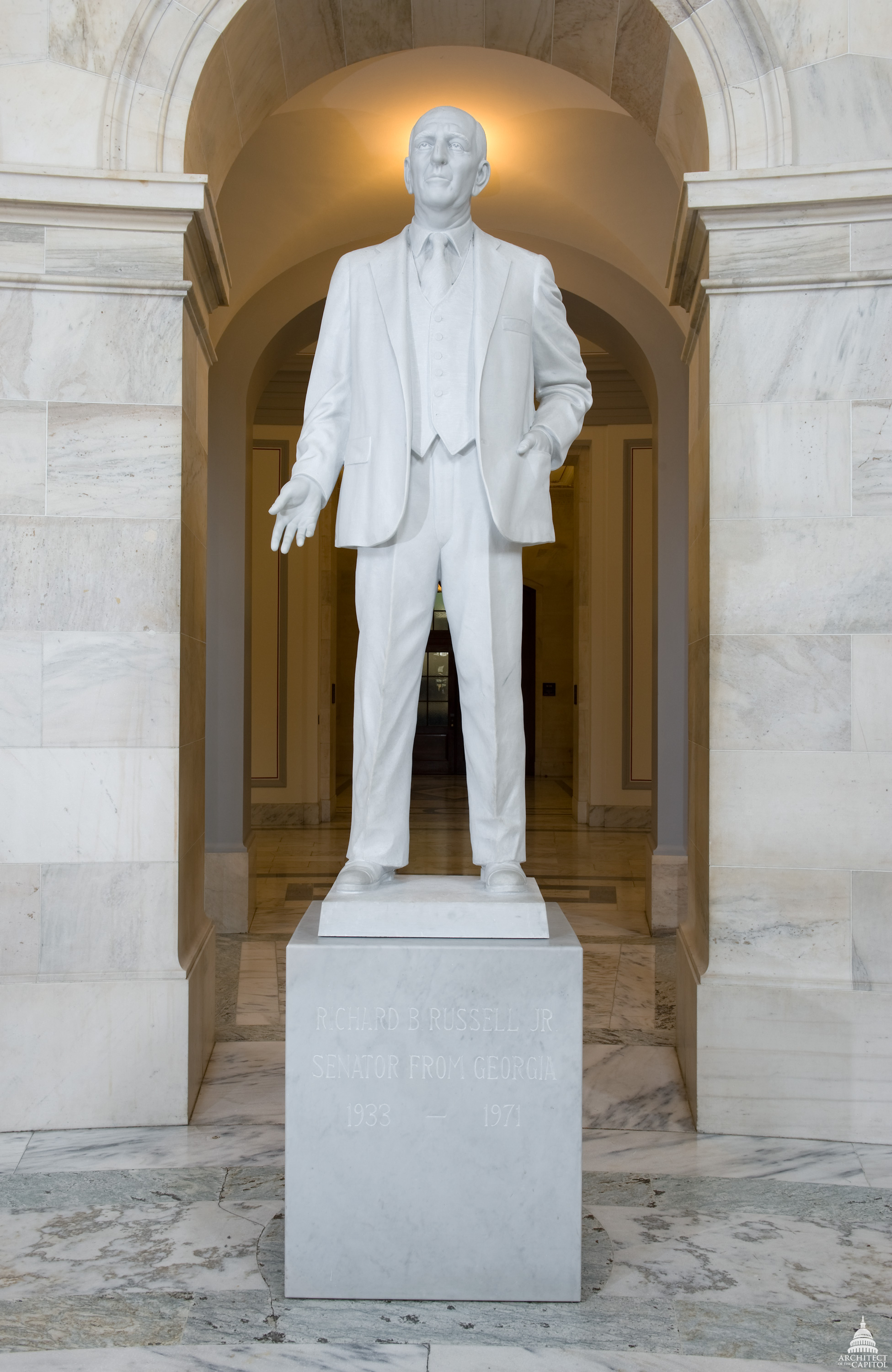
Richard B. Russell – Russell Senate Office Building, Washington, D.C.